# توگستسوگت نیامبایار
توگستسوگت نیامبایار (مغولی: Нямбаярын Төгсцогт؛ زادهٔ ۲۳ ژوئن ۱۹۹۲) بوکسور اهل مغولستان است.